# Teixeira
Teixeira este un oraș în Paraíba (PB), Brazilia.